# Cazón
Cazón (auch: Cajón) ist eine Ortschaft im Departamento Potosí im südamerikanischen Andenstaat Bolivien.

## Lage im Nahraum
Cazón liegt in der Provinz Nor Chichas und ist der zweitgrößte Ort im Cantón Valle Hermoso im Municipio Cotagaita. Die Ortschaft liegt auf einer Höhe von 2781 m am rechten, südlichen Ufer des nur zur Regenzeit wasserführenden Río Totora, der zum Río Cotagaita führt und über den Río Tumusla und den Río San Juan del Oro mit dem Río Pilcomayo verbunden ist. Auf der gegenüberliegenden Flussseite befindet sich der Ort Ascanty.

## Geographie
Cazón liegt zwischen den Höhenzügen der Cordillera de Chichas und der Cordillera Central, die sich aus der kargen Hochebene des bolivianischen Altiplano erheben. Das Klima ist wegen der Binnenlage kühl und trocken und durch ein typisches Tageszeitenklima gekennzeichnet, bei dem die Temperaturschwankungen zwischen Tag und Nacht in der Regel deutlich größer sind als die jahreszeitlichen Schwankungen.
Die Jahresdurchschnittstemperatur liegt bei 15 °C (siehe Klimadiagramm Cotagaita) und schwankt nur unwesentlich zwischen 11 °C im Juni/Juli und 18 °C im Dezember und Januar. Der Jahresniederschlag beträgt nur etwa 300 mm, mit einer stark ausgeprägten Trockenzeit von April bis Oktober mit Monatsniederschlägen unter 10 mm, und einer Feuchtezeit von Dezember bis Februar mit 70 bis 80 mm Monatsniederschlag.

## Verkehrsnetz
Cazón liegt in einer Entfernung von 253 Straßenkilometern südlich von Potosí, der Hauptstadt des Departamentos.
Die asphaltierte Nationalstraße Ruta 1 führt vom Titicacasee im Norden zur argentinischen Grenze im Süden und durchquert dabei die Großstädte El Alto, Oruro und Potosí. Von Potosí aus führt sie über 37 Kilometer in südlicher Richtung bis Cuchu Ingenio, wo die Ruta 14 in südlicher Richtung abzweigt und über Vitichi, Tumusla und Cotagaita nach Ascanty und Cazón führt und weiter über die Ortschaft Ramadas nach Villazón an der argentinischen Grenze.

## Bevölkerung
Die Einwohnerzahl der Ortschaft ist in dem Jahrzehnt zwischen den beiden letzten Volkszählungen um knapp ein Fünftel angestiegen:
| Jahr | Einwohner         | Quelle       |
| ---- | ----------------- | ------------ |
| 1992 | keine Detaildaten | Volkszählung |
| 2001 | 339               | Volkszählung |
| 2012 | 395               | Volkszählung |
| 2024 |                   | Volkszählung |

Die Region weist einen hohen Anteil an Quechua-Bevölkerung auf, im Municipio Cotagaita sprechen 96 Prozent der Bevölkerung Quechua.